# Czesław Janicki

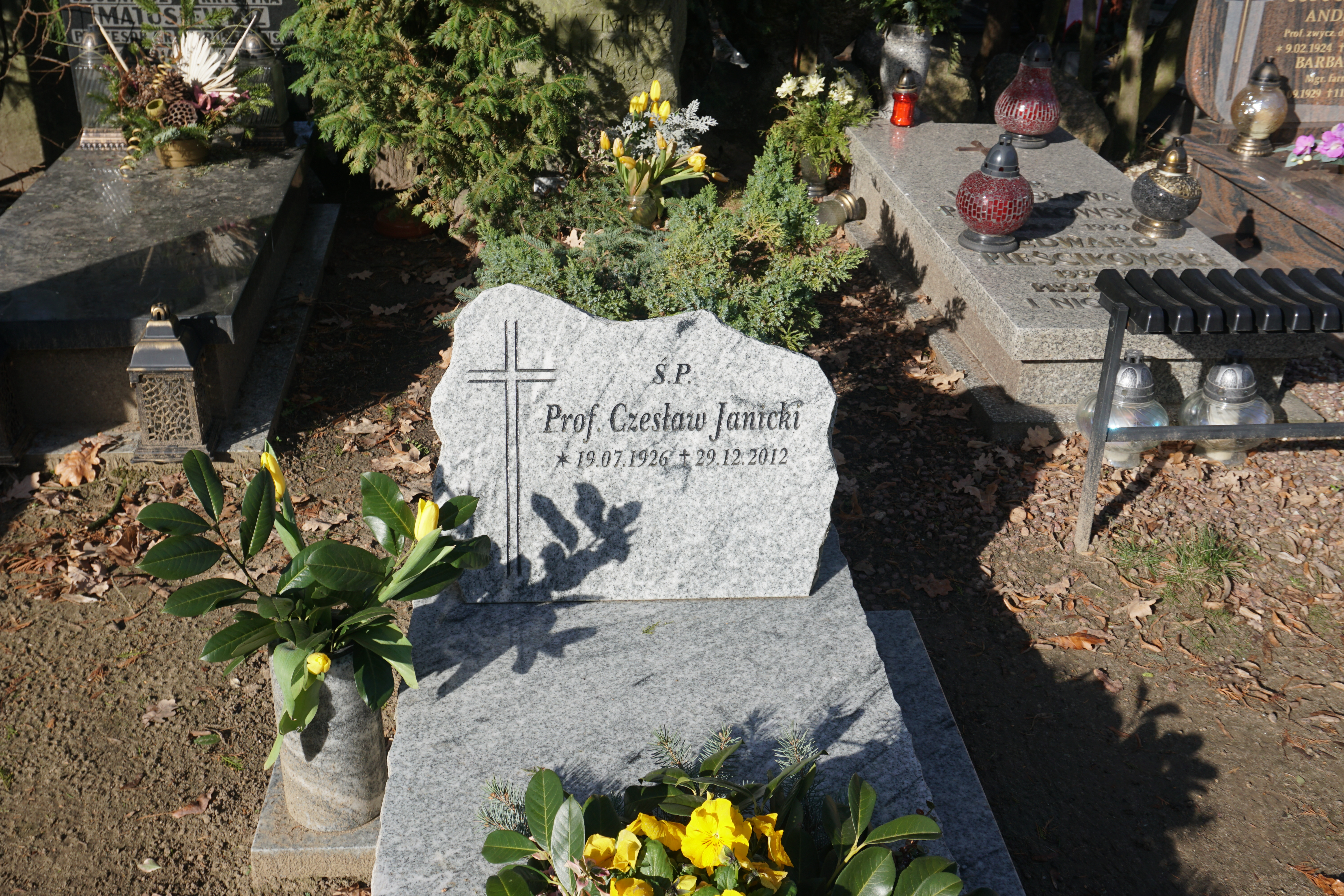
Grób Czesława Janickiego na cmentarzu parafialnym św. Jana Vianneya w Poznaniu

Czesław Andrzej Janicki (ur. 19 lipca 1926 w Korytnicy, zm. 29 grudnia 2012 w Poznaniu) – polski naukowiec, zootechnik, nauczyciel i wykładowca akademicki, profesor nauk rolniczych, minister rolnictwa i wicepremier (1989–1990), poseł na Sejm X kadencji.

## Życiorys

### Młodość
W czasie II wojny światowej od lipca 1944 pracował jako robotnik przymusowy w Gądkach koło Poznania przy kopaniu okopów strzeleckich i rowów przeciwczołgowych. Od sierpnia tego samego roku był przez trzy miesiące więziony w obozie karno-śledczym w Żabikowie. 5 stycznia 1945 przeniesiony do prac przy kopaniu okopów pod Wieluniem.
Po wojnie skończył Szkołę Rolniczą w Bojanowie (1947). W 1951 zdał dodatkowo egzamin z przedmiotów pedagogicznych w Liceum Pedagogicznym w Krotoszynie. Był nauczycielem i kierownikiem gospodarstwa w Szkole Rolniczej w Psarach; rozpoczął też działalność w Polskim Stronnictwie Ludowym. W kwietniu 1950 został aresztowany przez funkcjonariuszy Urzędu Bezpieczeństwa pod bezpodstawnym zarzutem sabotażu – był więziony w Krotoszynie do marca następnego roku, a następnie przeniesiony do pracy w Liceum Rolniczym w Wolsztynie. W tej szkole pracował w latach 1951–1955 (do czasu zmiany jej specjalizacji), po czym został zatrudniony w Technikum Rolniczym w Koźminie Wielkopolskim (mieszkał tam wraz z rodziną do 1969).
Równolegle z pracą pedagogiczną studiował w Szkole Głównej Gospodarstwa Wiejskiego w Warszawie (1952–1956; studia inżynierskie) i Wyższej Szkole Rolniczej w Poznaniu (magisterium w 1964).

### Działalność naukowa
Po skończeniu studiów magisterskich rozpoczął pracę naukową. W 1967 uzyskał stopień naukowy doktora na podstawie pracy zatytułowanej Zmienność składników białkowych mleka krów w chłopskich oborach zarodowych bydła biskupińskiego. W październiku 1968 jego promotor, profesor Witold Folejewski, zaproponował mu pracę na uczelni. Od 1 września 1969 zajmował w Wyższej Szkole Rolniczej w Poznaniu stanowisko adiunkta w Katedrze Genetyki i Podstaw Hodowli Zwierząt. Zajmował się genetycznym doskonaleniem wydajności i jakości mleka krów, prowadził zajęcia dydaktyczne ze studentami. W 1973 uzyskał stopień doktora habilitowanego, a w 1987 otrzymał tytuł profesora nauk rolniczych. Jest autorem publikacji na temat leczenia bydła mlecznego.
Działał w Polskim Towarzystwie Nauk Weterynaryjnych, Polskim Towarzystwie Zootechnicznym im. Michała Oczapowskiego oraz Poznańskim Towarzystwie Przyjaciół Nauk. W latach 1975–1977 był przewodniczącym koła Polskiego Towarzystwa Zootechnicznego przy Akademii Rolniczej w Poznaniu. W 1997 został odznaczony Honorową Odznaką PTZ.
W okresie 1978–1984 zajmował stanowisko prodziekana Wydziału Zootechnicznego, a w latach 1981–1990 – kierownika Katedry Genetyki i Podstaw Hodowli Zwierząt. W 1984 został prorektorem uczelni, jednak po nowelizacji ustawy o szkolnictwie wyższym w 1985 minister odwołał go z tego stanowiska – był uznany za „nie nadającego się do socjalistycznego wychowania studentów”. Pracę naukową i dydaktyczną przerwał okres kilkuletniej aktywności politycznej. Po jego zakończeniu na początku lat 90. wrócił do pracy naukowej.
W Katedrze Genetyki i Podstaw Hodowli Zwierząt Czesław Janicki kierował badaniami nad doskonaleniem użytkowości mlecznej bydła w drodze krzyżowania z bydłem rasy holsztyńsko-fryzyjskiej. Był autorem publikacji Hodowla zwierząt (Wydawnictwa Radia i Telewizji, Warszawa 1973) oraz Związek beta-laktoglobulin z niektórymi cechami użytkowości mlecznej krów (Wydawnictwo Uczelniane Akademii Rolniczej, Poznań 1973). W 1990 był promotorem dwóch prac doktorskich – Próba analizy oceny wartości hodowlanej buhajów szacowanej metodą równoczesnego porównania (CC) w oparciu o stada testowe i stada wielkostadnej hodowli zarodowej Ireneusza Dymarskiego oraz Szacowanie korelacji genetycznych i odziedziczalności cech mleczności bydła czarno-białego Tomasza Szwaczkowskiego.

### Działalność społeczna i polityczna
Był długoletnim działaczem Zjednoczonego Stronnictwa Ludowego, od 1990 krótko należał do Polskiego Stronnictwa Ludowego. W wyborach w 1989 uzyskał mandat posła na Sejm kontraktowy w okręgu Poznań-Stare Miasto (mandat nr 305). Wybrany został w drugiej turze głosowania z 18 czerwca 1989, pokonując w ponownym głosowaniu Dobrochnę Martin. Pod koniec kadencji należał do Parlamentarnego Klubu Chrześcijańsko-Ludowego, związanego z Polskim Forum Ludowo-Chrześcijańskim „Ojcowizna”. Jako poseł pracował m.in. w Komisji Łączności z Polakami za Granicą oraz dwóch komisjach nadzwyczajnych.
Podczas formowania rządu Tadeusza Mazowieckiego ZSL chciało, aby ministrem rolnictwa został Kazimierz Olesiak. Nowy premier odrzucał jednak kandydaturę osoby ściśle związanej z gabinetem Mieczysława Rakowskiego. W rezultacie wybór padł na Czesława Janickiego, mającego poglądy bliższe „Solidarności”. W konsekwencji 12 września 1989 Czesław Janicki został wicepremierem oraz ministrem rolnictwa, leśnictwa i gospodarki żywnościowej w rządzie Tadeusza Mazowieckiego (od 20 grudnia 1989 był wicepremierem oraz ministrem rolnictwa i gospodarki żywnościowej). Pod koniec urzędowania w resorcie doszło do nasilonych protestów rolników. 27 czerwca 1990 grupa rolników rozpoczęła okupację budynku ministerstwa. Dwa dni później w godzinach porannych premier podjął decyzję w sprawie szturmu Policji. Czesław Janicki sprzeciwił się tej decyzji, co doprowadziło między nim a Tadeuszem Mazowieckim do sporu. 6 lipca Czesław Janicki został odwołany ze stanowiska. Tymczasowym kierownikiem resortu został Mieczysław Stelmach. 14 września 1990 premier mianował na urząd ministra Janusza Bylińskiego. W 1991 Czesław Janicki nie ubiegał się o poselską reelekcję.

## Odznaczenia, wyróżnienia i upamiętnienie
Postanowieniem z 26 lipca 2012, za wybitne zasługi na rzecz budowy demokratycznego państwa polskiego, za osiągnięcia w działalności państwowej, publicznej i naukowo-dydaktycznej, został odznaczony przez prezydenta Bronisława Komorowskiego Krzyżem Komandorskim Orderu Odrodzenia Polski. Dekoracja odbyła się 11 listopada 2012.
Odznaczony również Krzyżem Oficerskim Orderu Odrodzenia Polski (1989), Medalem Komisji Edukacji Narodowej (1984) i Medalem 40-lecia Polski Ludowej (1984).
10 maja 2016, podczas uroczystości z udziałem m.in. Grzegorza Skrzypczaka i wdowy po profesorze, odsłonięto tablicę pamiątkową ku jego czci na terenie Muzeum Narodowego Rolnictwa i Przemysłu Rolno-Spożywczego w Szreniawie.

## Życie prywatne
Syn Andrzeja i Agnieszki. W 1952 Czesław Janicki ożenił się z Cecylią Adamczewską; miał dwie córki: Ewę i Barbarę; mieszkał w Poznaniu.
Pochowany na cmentarzu parafialnym św. Jana Vianneya w Poznaniu (kwatera św. Barbary–31–6).